# Земля Мак-Робертсона
70°00′ пд. ш. 65°00′ сх. д. / 70.000° пд. ш. 65.000° сх. д.
Земля Мак-Робертсона (англ. Mac. Robertson Land) — частина території Східної Антарктиди, що лежить на південь від узбережжя між затокою Вільгельма Скоресбі і мисом Дарнлі, між 60° і 73° східної довготи і омивається на півночі морем Співдружності.
Потужність льоду в центральній частині території становить понад 2000 м. У прибережній смузі багато ділянок, вільних від льодовикового покриву, на півдні — великий гірський район (гори Принс-Чарльз).
Земля Мак-Робертсона була відкрита в 1930 році британсько-австралійсько-новозеландською експедицією (англ. BANZARE, 1929-1931 рр.) під керівництвом Дугласа Моусона і названа на честь австралійського підприємця, який був спонсором експедиції.  З 1954 року тут діє австралійська наукова станція Моусон.
З 1965 року радянські антарктичні експедиції почали геологічну роботу в горах Принс-Чарльз, зрештою створивши базу, станцію Союз, на східному березі озера Бівер на північних схилах гір Принс-Чарльз.